# Woody Jackson
Ej att förväxla med målaren Woody Jackson.
Woodrow Wilson Jackson III, född 10 juni 1970, är en amerikansk kompositör mest känd för sin musik till spelen Red Dead Redemption, Red Dead Redemption 2 och GTA V som är utvecklade av spelstudion Rockstar Games. Han har även medverkat som kompositör för filmer som Ocean's Twelve och Djävulen bär Prada. Sammanlagt vann Jackson åtta priser för Red Dead Redemption, ett pris för GTA V och tre för Red Dead Redemption 2. 